# Monbahus
Monbahus é uma comuna francesa na região administrativa da Nova Aquitânia, no departamento Lot-et-Garonne. Estende-se por uma área de 31,59 km². Em 2010 a comuna tinha 629 habitantes (densidade: 19,9 hab./km²).